# 향동숲내초등학교
향동숲내초등학교(香洞숲내初等學校)는 대한민국 경기도 고양시에 있는 공립 초등학교이다.

## 연혁
- 2019년 3월 1일 : 개교